# Sobór Trójcy Świętej w Ruse
Sobór Trójcy Świętej – prawosławna cerkiew w Ruse, pełniąca funkcję soboru katedralnego metropolii ruseńskiej. Wzniesiona w 1632, jest najstarszą świątynią prawosławną w Ruse. 

## Historia
Cerkiew została wzniesiona w 1632 r. Ówczesne prawo w Imperium Osmańskim zabraniało budowania świątyń chrześcijańskich wyższych niż wzrost Turka siedzącego na koniu, toteż budowniczowie cerkwi w Ruse przy jej wznoszeniu wykorzystali dawne katakumby. Główna nawa cerkiewna znalazła się na poziomie 4,5 metra poniżej gruntu. Ikonostas znajdujący się w świątyni powstał w latach 1805–1807. Wtedy również w cerkwi powstała dekoracja malarska. Autorstwo trzyrzędowego, złożonego z 32 wizerunków ikonostasu jest niejasne – część historyków sztuki łączy go ze szkołą samokowską (byłoby to wtedy jedyne takie dzieło tej grupy twórców w północnej Bułgarii), inni – ze szkołą triawneńską, kolejni wreszcie sugerują autorstwo miejscowych artystów.
W 1878 r. przed cerkwią Trójcy Świętej w Ruse uroczyście witano wkraczające do miasta wojska rosyjskie pod dowództwem gen. Eduarda Totlebena.

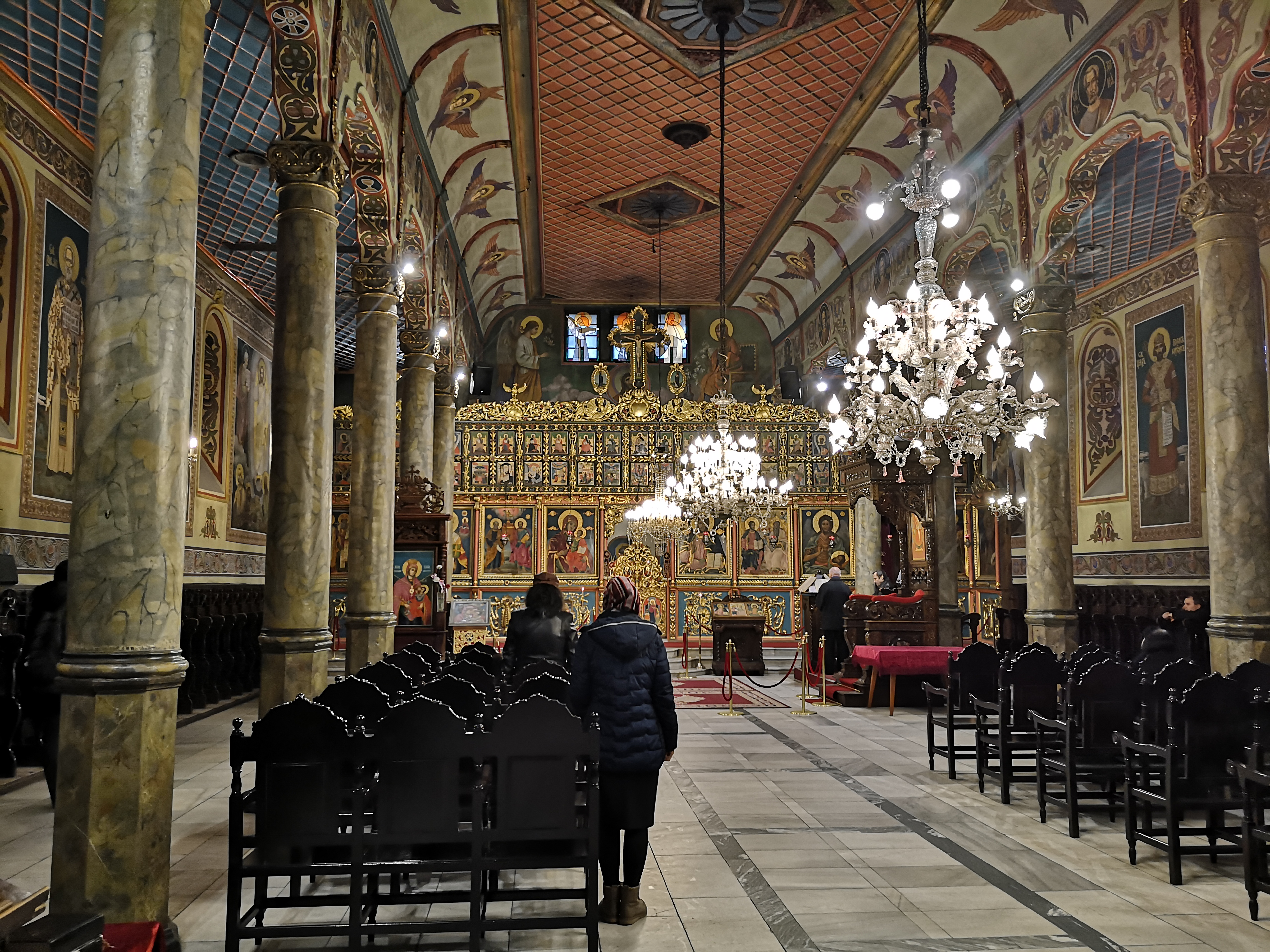
Wnętrze soboru

W okresie bułgarskiego odrodzenia narodowego budynek został rozbudowany o dwie kaplice św. Aleksandra Newskiego (poświęconą w 1884) i Świętych Cyryla i Metodego (oddaną do użytku w 1886 r.). Wzniesiono również cerkiewną dzwonnicę zwieńczoną hełmem nawiązującym do architektury rosyjskiej, o wysokości 19 m. Budowę kaplic sfinansował Zafir Saroglu, przyjaciel metropolity dorostolsko-czerweńskiego Grzegorza, rezydującego w Ruse.
W 1979 r. kaplica św. Aleksandra Newskiego przestała być użytkowana liturgicznie, od 1983 funkcjonuje w niej wystawa sztuki sakralnej. Wcześniej, w 1934 r. Stefan Iwanow i Gospodin Żelazkow wykonali w świątyni nowe freski. W 2000 r. w świątyni wstawiono witraże.
Na wyposażeniu cerkwi pozostaje ikona Matki Bożej w typie Eleusy z XVII w., uważana za cudotwórczą.
W przedsionku świątyni pochowano metropolitów dorostolsko-czerweńskich, rezydujących w Ruse – Grzegorza, Michała, Sofroniusza i Bazylego. 